# Whigfield
Whigfield, nom artístic de Sannie Charlotte Carlson (Skælskør, Dinamarca, 11 d'abril de 1970) és una cantant, antiga model, compositora i productora discogràfica danesa. És coneguda sobretot per la cançó Saturday Night, publicada el desembre de 1993 i que es va convertir en un èxit internacional l'any següent.

## Trajectòria
Nascuda a Dinamarca, va passar diversos anys a l'Àfrica quan era petita abans de tornar al seu país natal. Abans de cantar, Carlson va estudiar música, va tocar en un duo i va treballar de model a Itàlia, on l'any 1993 va assistir a un audició i va ser escollida per ser la imatge principal del projecte musical d'eurodance produït per Alfredo "Larry" Pignagnoli, Davide Riva i Annerley Gordon (àlies Ann Lee). Va debutar el mateix any amb la cançó "Saturday Night".
L'edició del senzill Saturday Night va tenir un èxit immediat, entrant l'any 1993 entre els 10 primers a diversos països europeus: número 1 a Alemanya, Espanya, Regne Unit i Suïssa.; número 2 a França i Itàlia; número 4 a Àustria; número 7 als Països Baixos; i número 9 a Suècia.
El senzill "Another Day" també va aconseguir arribar al número tres a Itàlia. Mentre que el senzill "Sexy Eyes", juntament amb "Another Day" i "Think of You", també van entrar al top 10 al Regne Unit, Suïssa, Noruega i a la seva Dinamarca natal.
Ja amb el nom de Sannie va competir a l'edició 2018 del Dansk Melodi Grand Prix 2018 amb la cançó Boys on Girls per representar Dinamarca al Festival d'Eurovisió del mateix any, però no es va classificar per a la superfinal.

## Discografia

### Àlbums
- 1995 - Whigfield
- 1997 - Whigfield II
- 2000 - Whigfield III
- 2002 - Whigfield IV
- 2005 - Dance With Whigfield
- 2007 - All in One
- 2012 - W
- 2012 - W Pro

### Singles
- 1993 - Saturday Night
- 1994 - Another Day
- 1995 - Think Of You
- 1995 - Close To You
- 1995 - Big Time/Last Christmas
- 1996 - Sexy Eyes
- 1996 - I Want To Love
- 1996 - Megamix
- 1996 - Last Christmas/Close To You
- 1996 - Gimme Gimme
- 1997 - Baby Boy
- 1997 - No Tears To Cry
- 1998 - Givin' All My Love
- 1998 - Sexy Eyes Remixes
- 1999 - Happy Maravilha' 99 (amb Santamaria)
- 1999 - Be My Baby
- 2000 - Doo-Whop
- 2000 - Much More
- 2002 - Gotta Getcha
- 2002 - Amazing and Beautiful/My My
- 2004 - Was A Time
- 2008 - Right in the Night (cover de Jam & Spoon)
- 2011 - To Feel Alive (amb Oral Tunerz)
- 2011 - C'est Cool
- 2012 - 4Ever
- 2012 - Jeg Kommer Hjem
- 2020 - Suga

### Recopilatoris
- 2005 - Waiting For Saturday Night - Her Greatest Hits
- 2005 - Greatest Hits
- 2006 - Greatest Remix Hits

## Certificacions
Saturday Night va obtenir les certificacions de disc d'argent a França, disc de platí a Alemanya i doble disc de platí al Regne Unit.